# Moment przełomu
Moment przełomu – amerykański film z 2007 roku.
W Polsce film można było zobaczyć na antenie stacji 13th Street Universal.